# Auburn Lake Trails, Kalifornija
Auburn Lake Trails je naseljeno područje za statističke svrhe u američkoj saveznoj državi Kalifornija. Prema popisu stanovništva iz 2010. u njemu je živjelo 3,426 stanovnika.